# Larry Nassar
Lawrence Gerard Nassar es un ex fisioterapeuta estadounidense, antiguo médico del equipo nacional de gimnasia de Estados Unidos y osteópata de la Universidad Estatal de Míchigan. Los actos criminales acumulados por agresión sexual de Nassar fueron la base del escándalo de abuso sexual de la Federación de Gimnasia de los Estados Unidos, en el que fue acusado de abusar de por lo menos 260 niñas y mujeres jóvenes, incluyendo a varias gimnastas olímpicas conocidas, que datan de 1992. Ha admitido al menos diez de las acusaciones.
En julio de 2017, fue sentenciado a 60 años de prisión federal después de declararse culpable de cargos de pornografía infantil. El 24 de enero de 2018, fue sentenciado de 60 a 175 años en una prisión estatal de Míchigan después de declararse culpable de siete cargos de agresión sexual de menores. El 5 de febrero de 2018, fue sentenciado a otros 40 a 125 años de prisión después de declararse culpable de tres cargos adicionales de agresión sexual. Cumplirá las sentencias federales y estatales consecutivamente.

## Trayectoria
En 1986, Nassar comenzó a trabajar como entrenador de atletismo para el equipo nacional de gimnasia de Estados Unidos. En 1993, se graduó en el Colegio de Medicina Osteopática de la Universidad Estatal de Míchigan como Doctor en Medicina Osteopática. Continuó su entrenamiento de residencia en medicina familiar en el Hospital St. Lawrence. En 1997, Nassar completó una beca en medicina deportiva y comenzó a trabajar como profesor asistente en el Departamento de Medicina Familiar y Comunitaria de la MSU en la Facultad de Medicina, ganando 100 000 dólares al año. Figura como coautor de al menos seis artículos de investigación sobre el tratamiento de lesiones en gimnastas. Nassar comenzó a trabajar como médico de equipo en Holt High School en 1996. De 1996 al 2014, fue el coordinador médico nacional de gimnasia de EE. UU. El caso tuvo muchas repercusiones.  En 2022, varias gimnastas olímpicas demandaron al FBI porque sabía que Nassar estaba acusado de abusar de gimnastas y sin embargo no actuó, con lo que quedó libre para seguir agrediendo a mujeres y niñas durante más de un año.